# Gavin Hunter Reid
Gavin Hunter Reid OBE (* 24. Mai 1934) ist emeritierter Bischof von Maidstone.

## Leben
Gavin Hunter Reid besuchte die John Roan School in Greenwich, studierte am King’s College London und empfing 1960 die Diakon- und 1963 die Priesterweihe. Danach wurde er Kurat in East Ham.
Von 1992 bis 2001 war er Hilfsbischof des Erzbischofs von Canterbury mit dem Titel Bischof von Maidstone. Danach wurde er Assistenzbischof in der anglikanischen Diözese St Edmundsbury und Ipswich.
| Vorgänger   | Amt                             | Nachfolger  |
| ----------- | ------------------------------- | ----------- |
| David Smith | Bischof von Maidstone 1992–2001 | Graham Cray |

| Personendaten    | Personendaten                    |
| ---------------- | -------------------------------- |
| NAME             | Reid, Gavin Hunter               |
| KURZBESCHREIBUNG | englischer Bischof von Maidstone |
| GEBURTSDATUM     | 24. Mai 1934                     |